# WeChoice Awards
WeChoice Awards (tên cũ là We Choice Awards - sử dụng từ năm 2014–2015, tên giải thưởng thường được viết tắt là WCA) là giải thưởng vinh danh những nhân vật, sự kiện được giới trẻ yêu thích trong năm trước đó. Đây là một giải thưởng thường niên, bắt đầu từ năm 2014 do Công ty Cổ phần VCCorp tổ chức và diễn ra tại Thành phố Hồ Chí Minh.
Giải thưởng này nhằm tôn vinh những nhân vật truyền cảm hứng, những điểm đến yêu thích, những hạng mục âm nhạc nổi bật và các xu hướng của đời sống trẻ. WeChoice Awards có giải thưởng Đại sứ truyền cảm hứng là giải thưởng duy nhất hoàn toàn do Hội đồng thẩm định lựa chọn, nhằm tôn vinh những người có những đóng góp mang ý nghĩa lớn đến cộng đồng, những thành tựu mà họ đã đạt được có sức ảnh hưởng mạnh đến tất cả mọi người. Các giải thưởng khác như giải thưởng Top 10 nhân vật truyền cảm hứng của năm hay các giải thưởng thuộc hạng mục đời sống trẻ, du lịch và giải trí được dựa trên 100% số lượng phiếu bầu của độc giả trên website chính thức của WeChoice Awards. Mỗi năm, giải thưởng sẽ phát đi một thông điệp truyền thông khác nhau nhằm đem đến những cái nhìn tích cực khác nhau cho xã hội.

## Các lần tổ chức
Ở lần tổ chức đầu tiên (WCA 2014), có sự nghi ngại về thời gian bình chọn cũng như mức độ uy tín của giải thưởng.
Từ mùa giải thứ 2 (WCA 2015), Ban tổ chức phối hợp với VTV tổ chức các buổi WeTalk - buổi trò chuyện cảm hứng với sự có mặt của các diễn giả đại diện cho các lĩnh vực khác nhau. Những buổi trò chuyện này rất được mong chờ và mang đến nhiều thông điệp có ý nghĩa cho giới trẻ.
Tại mùa giải thứ 3 (WCA 2016), Ban tổ chức giải thưởng đã phối hợp cùng nhạc sĩ Thanh Bùi thực hiện Album "Trái tim vàng son", tập hợp 14 ca khúc dành tặng cho khán giả tại lễ trao giải diễn ra vào ngày 12 tháng 1 năm 2017 tại Nhà hát Hòa Bình Thành phố Hồ Chí Minh.
Tới mùa giải thứ 4 (WCA 2017), sau 4 lần bình chọn, gần trăm câu chuyện truyền cảm hứng đã đến với độc giả mang lại khát vọng, đam mê cống hiến tới lớp trẻ, giải thưởng đã được sự quan tâm của truyền thông cũng như giới trẻ, người nổi tiếng. Các buổi họp báo hay lễ trao giải được tổ chức long trọng với sự tham dự của nhiều ngôi sao, nhân vật nổi tiếng. Giải thưởng bước đầu đã tạo hiệu ứng, truyền cảm hứng và khuyến khích những lối sống, suy nghĩ tích cực cho giới trẻ Việt Nam.
Giải thưởng We Choice Awards được bảo trợ thông tin của VTV, VOV,... và được tài trợ bởi các thương hiệu lớn, uy tín.
Điểm đặc biệt của mùa giải thứ tư (WCA) là bắt đầu từ tháng 3 năm 2018, Trung tâm Tin tức VTV24 hợp tác với Công ty cổ phần VCCorp tổ chức chương trình truyền hình Hành trình truyền cảm hứng - WeChoice Awards phát sóng định kỳ trên VTV1 gồm các chương trình sau:
- Chương trình Đồng hành Hành trình truyền cảm hứng được phát sóng vào 17h20 từ thứ 2 đến thứ 4 hàng tuần trên kênh VTV1. Nội dung là các câu chuyện truyền cảm hứng được kể dưới dạng phóng sự tài liệu kết hợp với truyền hình thực tế.
- Chương trình Hành trình truyền cảm hứng phiên bản Wetalk được phát sóng vào 20h10 – 21h40 được phát sóng vào thứ 7 của tuần thứ 3 hàng tháng trên kênh VTV1. Chương trình là không gian gặp gỡ của những con người, những câu chuyện truyền cảm hứng nhất trên khắp đất nước, trong mọi lĩnh vực.
- Chương trình Gala trao giải Hành trình truyền cảm hứng - WeChoice Awards được tổ chức mỗi năm một lần vào dịp cuối năm, được truyền hình trực tiếp trên kênh VTV1. (Năm 2018, chương trình sẽ được phát sóng trực tiếp từ 20h10 – 21h40 ngày 4/2 trên kênh VTV1. Hành trình truyền cảm hứng - WeChoice Awards 2017 có chủ đề Bình tĩnh sống.)

## Tranh cãi
Sau đêm Gala vinh danh và trao giải của WeChoice Awards 2017 diễn ra tại SECC - trung tâm hội chợ và triển lãm Sài Gòn ngày 4 tháng 2 năm 2018, đã có nhiều ý kiến trái chiều về việc kết quả giải thưởng. Đặc biệt là việc Diễn viên, Ca sĩ Chi Pu lọt vào danh sách Top 10 nhân vật truyền cảm hứng trong năm và Đội tuyển bóng đá U23 được "đặc cách" trao giải Đại sứ truyền cảm hứng.